# Jozef Makúch
Jozef Makúch (26 de agosto de 1953, Podhájska, Eslovaquia) es el gobernador del Banco Nacional de Eslovaquia desde el 12 de enero de 2010, y posteriormente fue reelegido para un segundo mandato a partir del 12 de enero de 2015.

## Carrera
En 1976 se graduó de la Universidad de Economía de Bratislava, después de estudiar en el Departamento de Finanzas de la Economía Nacional Facultad. En 1985, completó sus estudios de postgrado.
En el recién fundado Národná banka Slovenska, fue miembro de la Junta Bancaria del Národná banka Slovenska desde el 1 de enero de 1993 hasta el 31 de diciembre de 1996, y desde febrero de 1994 también ocupó el cargo de director senior del NBS Departamento de Investigación.
En noviembre de 2000 Makúch fue nombrado Presidente de la Autoridad de los Mercados Financieros (Úrad pre finančný trh — ÚFT), y desde abril de 2002 hasta diciembre de 2005 se desempeñó como presidente de su consejo ejecutivo.
Jozef Makúch también ocupa cargos en otras entidades, algunos de oficio: es miembro de la Junta de Gobernadores del Banco Central Europeo, gobernador del Fondo Monetario Internacional y gobernador suplente del Banco Europeo de Reconstrucción y Desarrollo (el gobernador es Ivan Mikloš).

## Gobernador
Makúch es miembro del Consejo de Gobierno del Banco Central Europeo, un Miembro de la Junta General de la Junta Europea de Riesgo Sistémico, gobernador del Fondo Monetario Internacional y gobernador suplente del Banco Europeo para la Reconstrucción y el Desarrollo.